# Hawassa City SC
Hawassa City Sport Club w skrócie Hawassa City SC – etiopski klub piłkarski grający w pierwszej lidze etiopskiej, mający siedzibę w mieście Auasa.

## Sukcesy
- I liga[1]:
  - mistrzostwo (2): 2004, 2007

- Puchar Etiopii[2]:
  - zwycięstwo (1): 2005
  - finał (4): 2000, 2008, 2015, 2019

## Występy w afrykańskich pucharach
| Sezon | Rozgrywki           | Runda   | Kraj     | Klub                     | Dom | Wyjazd | Dwumecz |
| ----- | ------------------- | ------- | -------- | ------------------------ | --- | ------ | ------- |
| 2000  | Puchar CAF          | wstępna | Rwanda   | Mukura Victory Sports FC | 2–0 | 0–1    | 2–1     |
| 2000  | Puchar CAF          | 1       | Nigeria  | Iwuanyanwu Nationale     | 1–1 | 1–2    | 2–3     |
| 2005  | Puchar Mistrzów     | wstępna | Sudan    | Al-Hilal Omdurman        | 1–1 | 1–2    | 2–3     |
| 2006  | Puchar Konfederacji | wstępna | Rwanda   | Rayon Sports FC          | 0–1 | 0–1    | 0–2     |
| 2008  | Puchar Mistrzów     | wstępna | Tanzania | Simba SC                 | 1–1 | 0–3    | 1–4     |

## Stadion
Domowe mecze klub rozgrywa na stadionie o nazwie Awassa Kenema Stadium w Auasie, który może pomieścić 25000 widzów.

## Reprezentanci kraju grający w klubie od 2000 roku
Stan na kwiecień 2023.
| - Ashenafi Adem - Ephrem Ashamo - Behailu Assefa - Birhanu Bekele - Girma Bekele - Shimelis Bekele - Biruk Beyene - Anley Birhane - Mignot Debebe - Behailu Demeke - Daniel Deribe - Dawit Fekadu - Adane Girma - Aschalew Girma - Shimeket Gugesa - Binyam Habtamu - Wodimagegn Hailu - Mujib Kassim - Yonatan Kebede - Aschenaki Lukas - Gadisa Mebrate - Mulugeta Mihret - Alemayehu Molla | - Andualem Nigusie - Mesay Paulos - Mulualem Regassa - Teklemariam Shanko - Geresu Shemena - Firew Solomon - Tefesse Solomon - Mesfin Tafesse - Jemal Tassew - Dagim Tefera - Temesgen Tekle - Addisalem Tesfaye - Tafese Tesfaye - Bereket Yisak - Desta Yohannes - Bekele Zewdu - Elisée To - Ali Sulieman - Lawrence Lartey - Diosdado Mbele - Muhamed Safari - Komi-Foovi Aguidi - Arafate Djako |